# District de Nuottasaari
Le district de  Nuottasaari (en finnois :  Nuottasaaren suuralue) est un district  de la ville d'Oulu en Finlande. 

## Description
Le district a 6 586 habitants (1.1.2013)
 
et 922 emplois (31.12.2009)
.